# Lisa a le blues
Lisa a le blues est un épisode de la série télévisée d'animation Les Simpson. Il s'agit du dix-septième épisode de la vingt-neuvième saison et du 635e épisode de la série. Cet épisode marque par ailleurs un record pour la série : celle qui compte le plus d'épisodes, détrônant ainsi la série télévisée western Gunsmoke. Il est diffusé pour la première fois le 22 avril 2018 aux États-Unis.

## Synopsis
M. Largo conseille à Lisa d'arrêter le saxophone. Pour fêter les 100 ans de tante Eunice, Marge emmène toute la famille en Floride. Homer provoque une émeute dans l'avion obligeant le pilote à atterrir à la Nouvelle-Orléans. Marge espère que ce voyage permettra à Lisa de retrouver confiance en elle...

## Réception
Lors de sa première diffusion l'épisode a attiré 2,19 millions de téléspectateurs.